# Srednjak (Pelješac)
Koordinati:   42°57′03″N, 17°27′00″E
Srednjak je majhen nenaseljen otoček v Jadranskem morju. Pripada Hrvaški.
Srednjak leži v Neretljanskem kanalu okoli 1 km severovzhodno od naselja Sreser na polotoku Pelješac. Površina otočka meri 0,01 km². Dolžina obalnega pasu je 0,37 km.